# Újtelek
Újtelek là một thị trấn thuộc hạt Bács-Kiskun, Hungary. Thị trấn này có diện tích 9,56 km², dân số năm 2010 là 404 người, mật độ 42 người/km².